# Толочинов, Иван Филиппович
Толочинов Иван Филиппович (1859, Стародуб — 1920, Петроград) — русский врач, физиолог, ученик и оппонент Ивана Петровича Павлова.

## Биография
Родился в г. Стародубе (сейчас Брянской обл.) в семье мещанина. В 1881 году окончил Новгород-Северскую гимназию, после чего поступил на историко-филологический факультет Киевского университета по славяно-русскому отделению. По окончании его в 1886 году призван на военную службу, а затем поступил на медицинский факультет Харьковского университета, который окончил с отличием в 1893 году.
В 1894 году был зачислен чиновником Медицинского департамента в Петербурге, назначен сверхштатным врачом Дома призрения душевнобольных Александра III на станции Удельная Финляндской железной дороги г. Санкт-Петербурга (ныне психиатрическая больница имени Скворцова-Степанова, Фермское шоссе, 36).
В 1895 году был прикомандирован для усовершенствования к Военно-медицинской академии и занимался при клинике душевных и нервных болезней академии. Защитил под руководством Владимира Бехтерева диссертацию на степень доктора медицины по вопросу о морфологических изменениях ядер черепных нервов при параличном слабоумии (1900). 
В 1898 году был зачислен на штатную должность врача Дома призрения.
В конце 1900 года начал работать в Физиологическом отделе Императорского института экспериментальной медицины. Толочинов был тем сотрудником, который выполнил, по предложению И. П. Павлова, ставшего к тому времени на путь исследования поведенческой деятельности животных объективным физиологическим методом, первое исследование по условным рефлексам «Материалы к физиологии и психологии слюнных желёз». Главная цель работы Толочинова состояла в том, чтобы точно выяснить объективные условия возникновения и исчезновения условного рефлекса. В этой работе им различались простые рефлексы от «сложных» условных рефлексов. Описал некоторые внешние условия возникновения временных связей в коре, установил: 1) факт образования натурального условного рефлекса, 2) факт его угасания, 3) факт его восстановления. Кроме того, здесь было впервые установлено, что угасший условный рефлекс можно восстановить посредством однородного и разнородного безусловных раздражителей, например, условный рефлекс от дразнения мясным порошком можно восстановить поеданием мясного порошка или вливанием соляной кислоты, и наоборот. Толочинов также видел внешнее торможение новообразованного рефлекса. Кроме того, в его опытах была зарегистрирована не только секреторная, но и двигательная условнорефлекторная реакция. Работа была доложена в 1902 году на Конгрессе врачей и естествоиспытателей стран Севера в Гельсингфорсе и напечатана на французском языке в материалах конгресса (1903): «Contribution a l’etude de la physiologie et de la psychologie desglandes sialivaires».
В 1905 году был призван в действующую армию в связи с войной с Японией. Работал в госпиталях 2-й Маньчжурской армии, весной 1906 года возвратился в Петербург.
Через 10 лет после опубликования приведённых выше результатов исследования по условным рефлексам (во второй половине 1912 года) выступил (без уведомления И. П. Павлова) с подробным описанием выполненных им в 1901 году опытов и изложил собственное понимание полученного им фактического материала. В том же году выступил с работой «Основные проявления условных слюнных рефлексов в первоначальной разработке их метода» (издана отдельной брошюрой и, кроме того, напечатана в «Русском враче», т. II, № 31, стр. 1277, 1912 г.) В начале 1913 года выступил уже с целой серией статей по тому же вопросу и с критикой употреблявшихся школой И. П. Павлова терминов «торможение» и «растормаживание». Свое несогласие с позицией, занятой Толочиновым, И. П. Павлов высказал в письме в редакцию журнала «Русский врач» от 17 января 1913 года. Более подробно отношение к выступлениям И. Ф. Толочинова он изложил в речи на праздновании 25-летия открытия условных рефлексов в декабре 1926 года.
С января 1914 года совмещал работу в Доме призрения душевнобольных, где и проживал на казённой квартире (справочник «Весь Петроград» за 1917 г.) с работой помощником врача-специалиста в Свято-Георгиевской общине (Община сестёр милосердия Святого Георгия РОКК, Санкт-Петербург, Оренбургская ул., д. 4). В 1916 году, во время Первой мировой войны, снова находился в действующей армии. В 1917-м жил некоторое время в Киеве. В Петроград вернулся в 1918 году и возобновил работу в Доме призрения.
В 1919 году работал по совместительству в евангелическом приюте «Во имя Эммануила» для слабоумных и страдающих эпилепсией детей (иначе: Евангелический приют во имя св. Эммануила для детей-эпилептиков и идиотов, впоследствии детский дом-интернат № 53, Санкт-Петербург, Ярославский пр., д. 4). В конце 1919 года вышел на пенсию. 
28 сентября 1920 года умер от паралича сердца.